# هوغو روذرفورد
هوغو روذرفورد (بالإنجليزية: Sir Hugo Rutherford, 2nd Baronet)‏ هو سياسي بريطاني (وحمل سابقاً جنسية المملكة المتحدة لبريطانيا العظمى وأيرلندا)، ولد في 31 أكتوبر 1887، وتوفي في 28 ديسمبر 1942. حزبياً، نشط في حزب المحافظين. في الانتخابات العامة في المملكة المتحدة 1931 ‏، انتخب عضو برلمان المملكة المتحدة الـ36 عن دائرة Liverpool Edge Hill (UK Parliament constituency) ‏ (27 أكتوبر 1931 – 25 أكتوبر 1935).